# Keblice
Keblice (en allemand : Keblitz) est une commune du district de Litoměřice, dans la région d'Ústí nad Labem, en Tchéquie. Sa population s'élevait à 367 habitants en 2021.

## Géographie
Keblice se trouve à 7 km au sud-ouest de Litoměřice, à 21 km au sud d'Ústí nad Labem et à 51 km au nord-ouest de Prague.
La commune est limitée par Lukavec, Lovosice et Terezín au nord, par Bohušovice nad Ohří et Brňany à l'est, par Brozany nad Ohří, Rochov et Vrbičany au sud, et par Siřejovice à l'ouest.

## Histoire
La première mention écrite du village date de 1249.

## Patrimoine

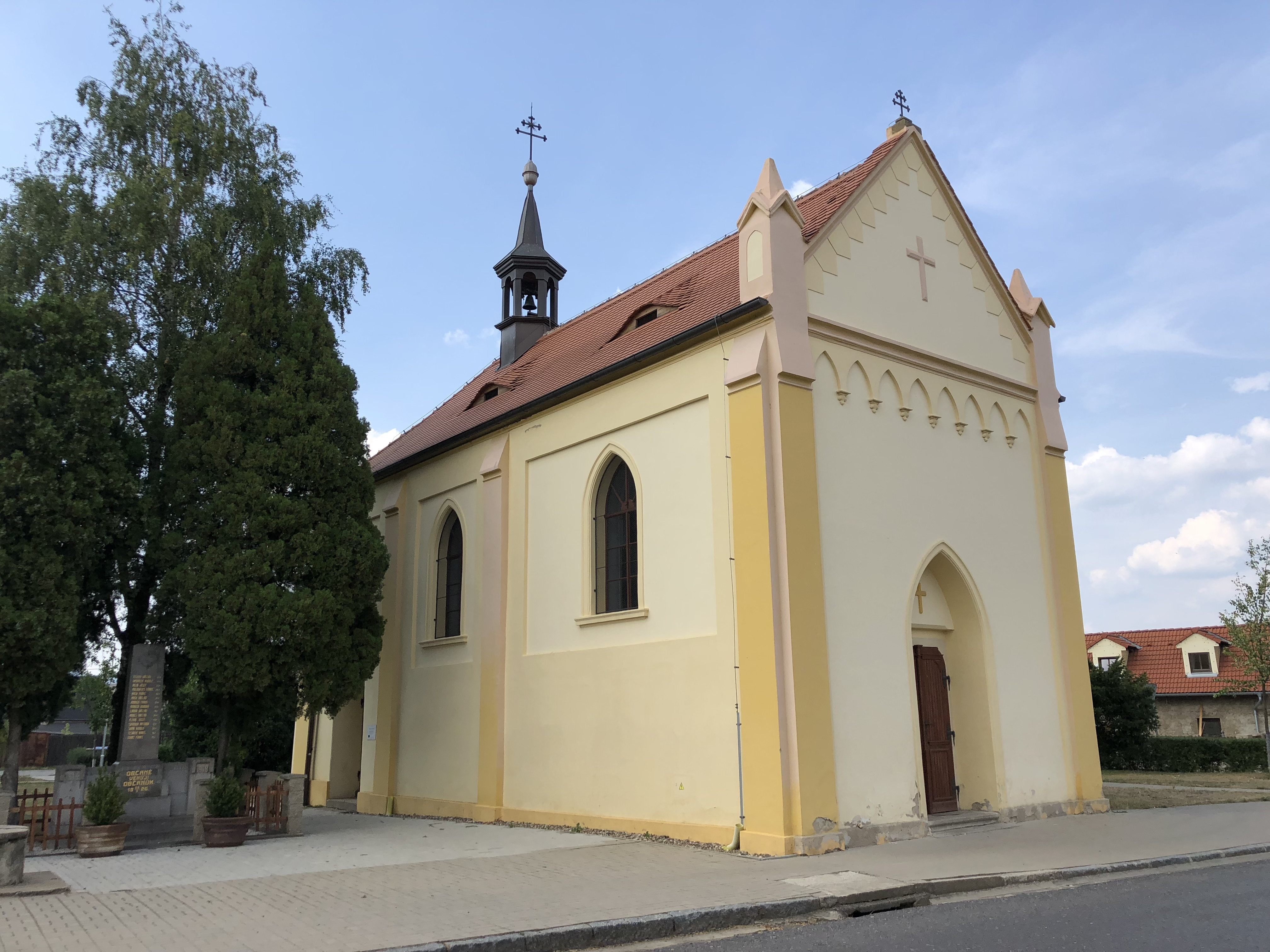
Chapelle Saint-Venceslas.
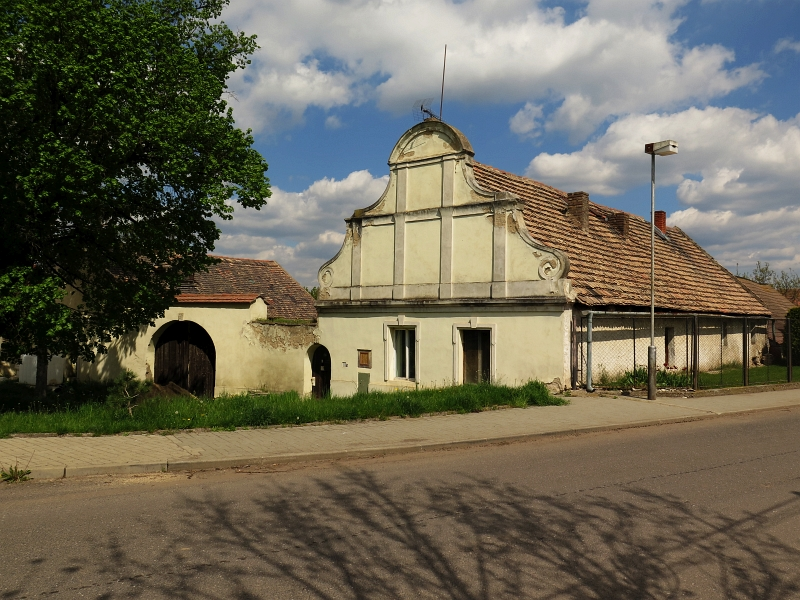
Architecture rurale traditionnelle.

## Transports
Par la route, Keblice se trouve à 8 km de Litoměřice, à 28 km d'Ústí nad Labem et à 59 km de Prague.